# Buenavista (Cuba)
La bahía de Buena Vista es un espacio natural protegido situado en Cuba. En 2000 fue declarado Reserva de la biosfera por la UNESCO, y en 2002 se adhirió al Convenio de Ramsar.

## Situación
La bahía de Buena Vista en Cuba está localizada en la costa del océano Atlántico. Se localiza en la parte norteña de las provincias de Sancti Spíritus, Villa Clara y Ciego de Ávila, entre la isla grande y el archipiélago de Sabana-Camagüey, que orla su costa norte. 
Existen numerosos cayos que definen los límites septentrionales de la bahía incluyen Cayo Francés, Cayo Fragoso y Cayo Santa María del Archipiélago de Sabana-Camagüey, y más allá de estos, la bahía abre en el Canal de San Nicolás al noroeste y en El Canal Viejo de Bahamas al nordeste. 
La zona del sur está enclavada en las municipalidades de Caibarién, Yaguajay, Chambas y Morón, así como la Bahía de Perros . Al este se encuentra Cayo Coco y Cayo Guillermo del archipiélago Jardines del Rey , donde el turismo está en ascenso , con numerosos hoteles que disponen de centros de buceo y marinas hasta la Bahía de Jiguey.

## Conservación
El parque nacional Caguanes se establece en la orilla del sur. La propia bahía es una reserva de la Biosfera y un sitio Ramsar desde el 2000. El área de la bahía estrictamente protegida es de 3.135 km², de los que 2.245 son marinos. Se establecen otras reservas ecológicas en Cayo Francés, Cayo Santa María, Cayo Guillermo y Cayo Coco, mientras una reserva de fauna existe en Cayo Las Loras. Se establecen prolongaciones de áreas protegidas extensas como Jobo Rosado y Boquerones en la isla mayor. 
Los cayos contienen más de 20 especies endémicas, entre las aves podemos encontrar sevillas, gaviotas, garzas, el catey. Reptiles como las iguanas son muy comunes.